# Trigonia ehrendorferi
Trigonia ehrendorferi är en tvåhjärtbladig växtart som beskrevs av E. Lleras. Trigonia ehrendorferi ingår i släktet Trigonia och familjen Trigoniaceae. Inga underarter finns listade i Catalogue of Life.